# Chido Obi-Martin
Chidozie „Chido“ Obi-Martin (* 29. November 2007 in Glostrup) ist ein dänischer Fußballspieler.
Er begann seine Karriere in Dänemark, bevor er mit seinen Eltern nach England zog und wurde dann beim FC Arsenal ausgebildet. Seit 2024 spielt Obi bei Manchester United. Zudem ist er dänischer Nachwuchsnationalspieler, spielte aber zwischenzeitlich auch für die englische U16-Nationalmannschaft.

## Karriere

### Verein
Chido Obi, Sohn eines nigerianischen Vaters sowie einer dänischen Mutter und geboren sowie aufgewachsen in Glostrup im Ballungsraum von Kopenhagen, spielte anfänglich für Kjøbenhavns Boldklub. Die erste Mannschaft dieses Vereins bildet mit der von B 1903 Kopenhagen den FC Kopenhagen und Anders Lange, seines Zeichens Leiter der Kinderfußballabteilung des dänischen Topklubs, äußerte sich gegenüber The Athletic wie folgt: „Er war schon früh ein sehr großer, körperlicher und reifer Junge. Er fing an, ein und zwei Altersklassen höher zu spielen, als er zehn oder elf war, weil er sehr gut und körperlich sehr reif war. Wir hatten eine Mannschaft in der Altersklasse über ihm, die ihre Spiele nicht immer gewonnen hat. Wir haben Chido zu ihnen geholt, als er zwölf Jahre alt war. In seinem ersten Spiel in der höheren Gruppe gewannen sie mit 10:0 und er schoss sieben Tore.“ Obi lebte bis zu seinem 14. Lebensjahr in Dänemark, bevor er mit seiner Familie nach England zog, da seine Mutter dort ein Studium als Krankenpflegerin begann.
Angekommen auf der Insel, trat er der Fußballschule des FC Arsenal bei. Chido Obi war erst 15 Jahre alt, da kam er bereits für die U18-Mannschaft zum Einsatz und im November 2023, einige Wochen vor dem Erreichen des 16. Lebensjahres, beorderte Mikel Arteta, Cheftrainer der Profimannschaft, ihn zu deren Training. Erstmals für Aufsehen sorgte er, als er bei einem 14:3-Sieg der U16 der „Gunners“ gegen die Alterskollegen aus Liverpool zehn Treffer markierte, im April 2024 schoss er beim 9:0-Auswärtssieg sieben Tore, wobei fünf davon noch in der ersten Halbzeit gefallen waren. Beim besagten 14:3-Erfolg war der Spieler zum Einsatz gekommen, da bei seinem eigentlichem Team kein Spiel anstand. In der Jugend des FC Arsenal wurde Obi von Jack Wilshere, selbst ein ehemaliger Arsenal-Profi, trainiert und er tätigte in Bezug auf seinen Schützling folgende Worte: „Es ist hilfreich, wenn man einen Torjäger wie Chido hat, der im Moment brennt. Alles, was er anfasst, endet im Tor.“ In der Saison 2023/24 spielte er hauptsächlich in der U18 und schoss in gerade einmal 18 Punktspielen 32 Tore. Ein Hattrick beim 4:0-Sieg gegen den FC Southampton sorgte für Vergleiche mit Victor Osimhen. Mit der U19-Mannschaft spielte Chido Obi zudem in der UEFA Youth League und absolvierte dort drei Einsätze.
Obwohl Mikel Arteta ihn zu einem Verbleib in Nordlondon überzeugen wollte, verlängerte er seinen auslaufenden Vertrag nicht und verließ Arsenal. Die Fans der „Gunners“ machten daraufhin in Social-Media-Kanälen ihren Unmut kund und verglichen Obi mit Robin van Persie. Im Oktober 2024 unterschrieb er bei Manchester United.

### Nationalmannschaft
Chido Obi spielt nicht nur auf Vereinsebene Fußball, sondern ist auch Nachwuchsnationalspieler und lief in der Altersklasse U16 für sein Geburtsland Dänemark auf. Danach entschied er sich für die englischen Auswahlteams und spielte in derselben Altersstufe für die „Three Lions“. Später kehrte Obi wieder zum dänischen Fußballverband (DBU) zurück und lief für die U17 der Skandinavier auf.
Mit dieser nahm er 2024 an der Europameisterschaft in Zypern teil und erreichte dort das Halbfinale, in der Italien Endstation bedeutete. Dabei erzielte er sowohl im Auftaktspiel gegen Wales als auch im Viertelfinale gegen die Tschechen ein Tor, insgesamt kam er bis zum Halbfinal-Aus gegen die Italiener in jeder Partie zum Einsatz.
Er ist sowohl für Nigeria als auch für England und Dänemark spielberechtigt.

## Sonstiges
Auf der deutschen Fußballplattform „transfermarkt.de“ wurde Chido Obi im Dezember 2023 anlässlich eines „Talente-Kalenders“, in der bis einschließlich dem 24. Dezember jeden Tag ein Talent mit einem Porträt versehen wird, mit Erling Haaland verglichen. Dabei wurde er mit folgenden Worten beschrieben: „Die Performance erinnerte ein wenig an Erling Haaland, der im Mai 2019 für die norwegische U20 neunmal gegen Honduras traf. Der heute wertvollste Fußballer der Welt war seinen Gegenspielern schon damals körperlich deutlich überlegen. Auch Obi fällt mit einer Körpergröße von 1,88 Meter in die Kategorie Stoßstürmer.“ Jesper Mikkelsen, Trainer von Obi in der dänischen U17-Nationalmannschaft, sagte gegenüber der dänischen Fußballplattform „bold.dk“ im Jahr 2023 „Im Moment ist er aufgrund seiner Physis sehr dominant, aber ich glaube nicht, dass das der einzige Grund ist. Wenn ich sage, dass das auch ein Nachteil sein kann, dann meine ich damit, dass er manchmal zu häufig den Abschluss sucht. Er ist auf der Suche nach Chancen und vergisst dabei, dass man auch mit den anderen spielen muss.“